# Potentilla lenae
Potentilla lenae är en rosväxtart som beskrevs av J. Soják. Potentilla lenae ingår i Fingerörtssläktet som ingår i familjen rosväxter. Inga underarter finns listade i Catalogue of Life.